# Matthias Alber
Matthias Alber (* 8. März 1603 in Mittweida; † 6. Mai 1663 in Freiberg) war ein leitender kursächsischer Beamter. Er war Amtmann des Amtes Freiberg im Erzgebirge.

## Leben und Wirken
Alber wurde Amtmann in Freiberg. Als solcher hatte er dort auch die Aufsicht über das Jungfrauenkloster.
Die 1663 für ihn gehaltene Leichenpredigt erschien bei Zacharias Becker in Freiberg in Druck. Sie trägt den Titel Sehnlicher Nachruff/ Welchen Dem Edlen/ WolEhrenvesten/ HochAchtbarn und Wolgelahrten Herrn Matthiae Alberrn/ Churfl. [...] Ambt-Manne zu Freyberg/ [et]c. Seinem [...] väterlichen Förderer; Bey dessen/ nach Seinem im LXI. Jahre Seines Alters [...] selig genommenen Abschiede/ den 8. Maii dieses 1663sten Jahres [...] angestellten Begräbnisse/ Aus kindlicher Schuldigkeit [...] nachseuffzete M. Gottfried Samuel Reinhold.